# 绒玛温泉
绒玛温泉，位于西藏自治区那曲地区尼玛县荣玛乡清水河谷，是一座天然温泉。

## 简介
绒玛温泉地处海拔5000米的荣玛乡，有公路可通。“绒玛”，又译“荣玛”，意为“红色峡谷”。荣玛乡以北，是羌塘国家级自然保护区的玛依核心区，属于无人区。从荣玛乡向北约五公里， 两侧山体呈绛红色，峡谷口外是大草坝子。进入峡谷，通过一条自峡谷内流出的小河，爬上一小段斜坡，便是绒玛温泉。
绒玛温泉四周都是熔岩。温泉水从池中溢出，顺着一条小溪流入谷底，和谷底1米多宽的溪流汇合，朝山下流去。温泉自上至下共分为三层。第一层是一片平整的沙地，在一个将近两百平方米的浅水塘中，无数泉眼向外涌出泉水。水塘右侧，钟乳石堆积成山，中间或旁边也有许多泉眼；水塘靠内侧的山脚下，有两座用碎石堆成的经塔，上有经幡。第二层也有一些泉眼，比第一层的泉眼小，但每处泉眼都能聚水成池；第二层的泉眼比第一层年代久远，钟乳石更大，形态不一。第三层处于小河边，河水穿流于山洞中，有两处泉眼便在洞口的河水中。各个泉眼的水质都很清澈，但水底沉积物各不相同，有的碧绿色、有的粉红色、有的浅黄色、有的乳白色。
据说，绒玛温泉水对皮肤病颇具疗效。来此者大多在水中泡脚，甚至全身浸泡在温泉水中。绒玛温泉的温泉池的上方挂着经幡，熔岩上有朝圣者献的哈达，坡上的石头、沟底溪边的树枝上也挂着哈达和经幡。